# Coupe de Chine 2020
Navigation
Édition précédente Édition suivante
La Coupe de Chine est une compétition internationale de patinage artistique qui se déroule en Chine au cours de l'automne. Elle accueille des patineurs amateurs de niveau senior dans quatre catégories: simple messieurs, simple dames, couple artistique et danse sur glace.
La dix-septième Coupe de Chine est organisée les 6 et 7 novembre 2020 au Centre culturel et sportif de Huaxi à Chongqing. Elle est la deuxième compétition du Grand Prix ISU senior de la saison 2020/2021. 
En raison de la pandémie de Covid-19, un grand nombre de modifications sont apportées à la structure du Grand Prix. Les concurrents ne comprennent que des patineurs du pays d'origine, ou des patineurs s'entraînant déjà dans le pays hôte, ou des patineurs affectés à cet événement pour des raisons géographiques.
Le 9 juillet 2020, l'Administration générale des sports de Chine annonce qu'aucun événement sportif international ne se tiendra en Chine en 2020, à l'exception des épreuves tests pour les Jeux olympiques d'hiver de 2022. L'ISU annonce le 13 juillet que la Coupe de Chine se tiendra comme prévu à Chongqing, en raison de sa connexion avec l'épreuve test de la finale du Grand Prix à Pékin. Le 29 octobre 2020, la fédération chinoise de patinage annonce que l'événement se tiendra à huis clos pour des raisons de santé.

## Résultats

### Messieurs
| Rang | Nom          | Pays  | Points | Programme court | Programme court | Programme libre | Programme libre |
| ---- | ------------ | ----- | ------ | --------------- | --------------- | --------------- | --------------- |
| 1    | Jin Boyang   | Chine | 290.89 | 1               | 103.94          | 1               | 186.95          |
| 2    | Yan Han      | Chine | 264.81 | 2               | 92.56           | 2               | 172.25          |
| 3    | Chen Yudong  | Chine | 226.21 | 3               | 75.74           | 3               | 150.47          |
| 4    | Zhang He     | Chine | 209.74 | 4               | 69.68           | 4               | 140.06          |
| 5    | Peng Zhiming | Chine | 196.28 | 5               | 69.16           | 5               | 127.12          |
| 6    | Xu Juwen     | Chine | 178.00 | 6               | 61.96           | 6               | 116.04          |

### Dames
| Rang | Nom          | Pays  | Points | Programme court | Programme court | Programme libre | Programme libre |
| ---- | ------------ | ----- | ------ | --------------- | --------------- | --------------- | --------------- |
| 1    | Chen Hongyi  | Chine | 186.53 | 1               | 64.63           | 1               | 121.90          |
| 2    | Angel Li     | Chine | 148.33 | 2               | 49.94           | 2               | 98.39           |
| 3    | Jin Minzhi   | Chine | 135.43 | 3               | 47.75           | 4               | 88.40           |
| 4    | Zhang Siyang | Chine | 128.20 | 4               | 39.80           | 3               | 87.68           |
| 5    | Zheng Lu     | Chine | 86.48  | 5               | 29.84           | 5               | 56.64           |

### Couples
| Rang | Nom                        | Pays  | Points | Programme court | Programme court | Programme libre | Programme libre |
| ---- | -------------------------- | ----- | ------ | --------------- | --------------- | --------------- | --------------- |
| 1    | Peng Cheng / Jin Yang      | Chine | 223.90 | 1               | 75.62           | 1               | 148.28          |
| 2    | Wang Yuchen / Huang Yihang | Chine | 175.40 | 2               | 63.56           | 2               | 111.84          |
| 3    | Zhu Daizifei / Liu Yuhang  | Chine | 140.37 | 3               | 54.37           | 3               | 86.00           |

### Danse sur glace
| Rang | Nom                      | Pays  | Points | Danse rythmique | Danse rythmique | Danse libre | Danse libre |
| ---- | ------------------------ | ----- | ------ | --------------- | --------------- | ----------- | ----------- |
| 1    | Wang Shiyue / Liu Xinyu  | Chine | 206.84 | 1               | 84.23           | 1           | 122.61      |
| 2    | Chen Hong / Sun Zhuoming | Chine | 192.26 | 2               | 76.57           | 2           | 115.69      |
| 3    | Ning Wanqi / Wang Chao   | Chine | 171.90 | 3               | 69.07           | 3           | 102.83      |
| 4    | Guo Yuzhu / Zhao Pengkun | Chine | 162.36 | 4               | 65.01           | 4           | 97.35       |
| 5    | Lin Yufei / Gao Zijian   | Chine | 142.33 | 5               | 56.80           | 5           | 85.53       |

## Source
- Résultats de la Coupe de Chine 2020